# Aicle
Aicle. (愛狂います。?) fue una banda japonesa indie formada en 2006.

## Historia

### 2006—2008: formación e inicios
La banda fue formada en 2006 por Emiru, Rubi y Saran, exmiembros de la banda monomono junto a Keita y Reon. Comenzaron sus actividades en diciembre de ese año y para febrero de 2007 ya habían lanzado dos demos e iniciado una serie de conciertos y presentaciones en vivo. Su primer sencillo «Kinenbi.» (記念日。?) fue distribuido durante esas fechas. El 21 de noviembre lanzaron su segundo sencillo «Kyuukei mugen rensa ~mizutama~» (球形無限連鎖 〜ミズタマ〜?) el cual vendió todas sus copias y entró al Oricon Top 10 Indies Singles chart.
A mediados de 2008, tras algunos lanzamientos realizaron otra serie de presentaciones arregladas por ZEAL Link. En octubre, su canción «Kurukuru, to taiji wa mawaru» fue incluida en el álbum Shock Edge 2008, una recopilación de la revista SHOXX. Finalmente, cerraron ese año con un gran espectáculo el 25 de noviembre en el Shibuya Boxx donde distribuyeron el sencillo «Choco Sand Biscuit Cream» (チョコサンドビスケットクリーム?), una versión remasterizada de su primer demo.

### 2009—2010:Shinzou.
El 25 de marzo de 2009 lanzaron su primer álbum de estudio titulado Shinzou. (心臓。?) el cual alcanzó el puesto número 5 en el ranking del Oricon Indies Album Weekly Chart. Poco después anunciaron que el guitarrista Keita dejaría el grupo por razones personales, su último concierto con la banda se realizó el 5 de mayo en el Shinjuku Marz.
El 18 de octubre realizaron su primera presentación en Europa donde participaron junto a vistlip y Dio en la Tsukicon, una convención de anime que se llevó a cabo en Helsinki, Finlandia.
A mediados de diciembre lanzaron el sencillo «Psycho x Letter» (サイコ×レタア?) que alcanzó el sexto puesto en las listas de Oricon.
En 2010 realizaron diferentes giras nacionales y lanzaron los sencillos «Que sera:sera» (ケセラ:セラ?) en marzo, «Exotic.» (エキゾ チック。?) en agosto y «Dramatic.» (ドラ マチック。?) en septiembre.

### 2011:Aruku
En 2011 el baterista Reon decidió dejar la banda. Poco después, el 9 de marzo lanzaron su segundo álbum de estudio Aruku (アルク?).
El 10 de agosto lanzaron su decimocuarto y último sencillo «Koutei Penguin», que se quedó en el quinto lugar del Top 10 de sencillos indie de Oricon.

### 2012: separación
A comienzos de 2012 anuncian la separación definitiva del grupo para el 22 de febrero, fecha en que conmemoraron su quinto aniversario con un concierto y el lanzamiento del álbum recopilatorio Aicle. 2006-2012.

## Música y estilo visual
Si bien formaron parte de la escena Oshare, su música, aunque permite apreciar el brillo y la temática positiva de este estilo, es definida como una mezcla entre el bubblegum pop y lo grotesco, en una entrevista su guitarrista Rubi menciona que «El tema de Aicle. es que hay algo grotesco en [la banda], pero al mismo tiempo la música es colorida y pop, [...] y eso es lo que reflejan nuestras letras. Lo que queremos expresar es el contraste entre los elementos oscuros y tenebrosos». En sus canciones combinan versos pegadizos, el uso de voz gutural y estrofas escalofriantes, lo que los hace diferenciarse de las bandas que sólo se centran en los aspectos positivos. Su vestimenta y estilo visual fue siempre colorido, el uso de gemas brillantes, llamativos arco iris de tela y pelo multicolor hizo que los definieran como atrevidos, increíbles, coloridos y sutilmente extraños.

## Miembros
- Vocalista: Emiru
- Guitarrista: Rubi
- Bajista: Saran

### exmiembros
- Baterista: Reon (hasta 2011)
- Guitarrista: Keita (hasta 2009)

## Discografía
La banda ha lanzado dos álbumes de estudio, un álbum recopilatorio, 14 sencillos, han participado en dos compilaciones de varios artistas y cuentan con 11 vídeos musicales.

### Álbumes
| Año  | Álbum                                       | Posiciones                       |
| Año  | Álbum                                       | Oricon Style Albums Weekly Chart |
| ---- | ------------------------------------------- | -------------------------------- |
| 2009 | Shinzou. - Lanzamiento: 25 de marzo de 2009 | 144                              |
| 2011 | Aruku - Lanzamiento: 9 de marzo de 2011     | 117                              |

### Sencillos
| Año  | Sencillo                         | Posiciones                        | Álbum |
| Año  | Sencillo                         | Oricon Style Singles Weekly Chart | Álbum |
| ---- | -------------------------------- | --------------------------------- | ----- |
| 2007 | «Kinenbi.»                       | —                                 | —     |
| 2007 | «Kyuukei mugen rensa ~mizutama~» | —                                 | —     |
| 2007 | «Dokushoku Marble.»              | 93                                | —     |
| 2008 | «Kaitai shinsho»                 | 150                               | —     |
| 2008 | «Shidoro modoro»                 | 119                               | —     |
| 2008 | «Necronomicon»                   | 150                               | —     |
| 2008 | «Toumei ningen»                  | asd                               | —     |
| 2008 | «Choco Sand Biscuit Cream»       | 108                               | —     |
| 2009 | «Chikyuugi.»                     | —                                 | Aruku |
| 2009 | «Psycho x Letter»                | 88                                | Aruku |
| 2010 | «Que sera:sera»                  | 73                                | Aruku |
| 2010 | «Exotic.»                        | 117                               | Aruku |
| 2010 | «Dramatic.»                      | 98                                | Aruku |
| 2011 | «Koutei Penguin»                 | 118                               | —     |

### Álbumes recopilatorios
| Año  | Álbum                                                 |
| ---- | ----------------------------------------------------- |
| 2012 | Aicle. 2006-2012 - Lanzamiento: 22 de febrero de 2012 |

### Compilaciones de varios artistas
| Año  | Canción                        | Álbum           |
| ---- | ------------------------------ | --------------- |
| 2008 | «Kurukuru, to taiji wa mawaru» | Shock Edge 2008 |
| 2010 | «Shunkashuutou»                | Neo Voltage     |

## Vídeos musicales
| Año  | Vídeo                            |
| ---- | -------------------------------- |
| 2007 | «Kyuukei mugen rensa ~mizutama~» |
| 2008 | «Neko no kiza mairi»             |
| 2008 | «Shidoro modoro»                 |
| 2008 | «Necronomicon»                   |
| 2008 | «Toumei ningen»                  |
| 2009 | «shinzou.»                       |
| 2009 | «Hammer Head»                    |
| 2009 | «Psycho x Letter»                |
| 2010 | «Que sera:sera»                  |
| 2010 | «Star Mine»                      |
| 2010 | «C to Soprano»                   |
| 2011 | «Koutei Penguin»                 |